# Condados de Albania
Los condados (en albanés: qarqe o qarqet), también conocidos como prefekturë o prefektura (prefectura), son las subdivisiones administrativas de primer nivel de Albania, que reemplazan a los distritos anteriores. Desde 2000 existen 12 condados. Desde 2015, estos se han dividido en 61 municipios y 373 unidades administrativas.

## Historia
Desde su declaración de independencia del Imperio otomano en 1912, Albania ha reorganizado su administración interna 21 veces. La división principal hasta el año 2000 fue en distritos (en albanés: rrethe), cuyo número, tamaño e importancia variaron con el tiempo. Se organizaron en grupos que comprendían 12 condados a partir de 1991.
El estado actual de los condados se basa en la constitución de 1998 y se llevó a cabo el 31 de julio de 2000. Los distritos anteriores fueron abolidos por completo y reemplazados por municipios urbanos (bashki) y municipios rurales (komuna), que además supervisaban las aldeas (fshatra) en el campo. Esto se revisó en 2014, de modo que las elecciones locales de 2015 dividieron los condados en municipios (bashki) a nivel regional y unidades administrativas (njësi administrativo) para el gobierno local.

## Lista
A continuación hay una lista de condados de Albania, los municipios que contienen, y sus capitales:
| Número | Condado     | Municipios                                                          | Capital     |
| ------ | ----------- | ------------------------------------------------------------------- | ----------- |
| 1      | Berat       | Berat, Kuçovë, Poliçan, Skrapar, Ura Vajgurore                      | Berat       |
| 2      | Dibër       | Bulqizë, Dibër, Klos, Mat                                           | Peshkopi    |
| 3      | Durrës      | Durrës, Krujë, Shijak                                               | Durrës      |
| 4      | Elbasan     | Belsh, Cërrik, Elbasan, Gramsh, Librazhd, Peqin, Prrenjas           | Elbasan     |
| 5      | Fier        | Divjake, Fier, Lushnjë, Mallakastër, Patos, Roskovec                | Fier        |
| 6      | Gjirokastër | Dropull, Gjirokastër, Këlcyrë, Libohovë, Memaliaj, Përmet, Tepelenë | Gjirokastër |
| 7      | Korçë       | Devoll, Kolonjë, Korçë, Maliq, Pogradec, Pustec                     | Korçë       |
| 8      | Kukës       | Has, Kukës, Tropojë                                                 | Kukës       |
| 9      | Lezhë       | Kurbin, Lezhë, Mirditë                                              | Lezhë       |
| 10     | Shkodër     | Fushë-Arrëz, Malësi e Madhe, Pukë, Shkodër, Vau-Dejës               | Shkodër     |
| 11     | Tirana      | Kamëz, Kavajë, Rrogozhinë, Tirana, Vorë                             | Tirana      |
| 12     | Vlorë       | Delvinë, Finiq, Himarë, Konispol, Sarandë, Selenicë, Vlorë          | Vlorë       |